# Glomera subeciliata
Glomera subeciliata är en orkidéart som beskrevs av Johannes Jacobus Smith. Glomera subeciliata ingår i släktet Glomera och familjen orkidéer. Inga underarter finns listade i Catalogue of Life.